# 九嶷山酒
九嶷山酒是湖南宁远县出产的一系列浓香型白酒，源于1958年当地于旧酒坊基础上成立宁远县酒厂后，于1971年所开发出以城南的九嶷山命名的“九嶷山大曲”。以高粱为原料，小麦制曲而酿制而成。